# Contemplatron
Contemplatron – polski solowy projekt studyjny zainicjowany w 2003 r., wykonujący muzykę typu dark ambient. Łączy elektroniczne struktury dźwiękowe z brzmieniami akustycznymi (gongi, dzwonki, bębny) oraz z elementami rytualnej muzyki buddyzmu tybetańskiego i szamanistycznymi inspiracjami, pochodzącymi z kultur całego świata. Używane źródła dźwięku to: gongi, bębny, dzwonki, misy grające, syntezatory, śpiew gardłowy, nagrania terenowe, instrumenty dęte. Od roku 2015 założyciel Contemplatrona jest członkiem enigmatycznego projektu Bön.

## Koncerty
- SONS OF AN OLDER COSMOS Festival, Berlin, 15 grudnia 2018 r. (z udziałem Johny Yul)
- Wrocław Industrial Festival 2019 (z udziałem Johny Yul & Dominika Górniaszek)
- Dziwny Event 2020 (z udziałem Böse)
- Hradby Samoty Bratysława 2021 (z udziałem Johny Yul)

## Dyskografia
- 2005 – Antarabhava / The Six Realms (Wrotycz Records)
- 2008 – Delog (Wrotycz Records)
- 2012 – Prabhashvara (Wrotycz Records)
- 2017 – Hemis Monastery – EP (Bandcamp)
- 2018 – Casket of Spells – EP (Bandcamp)
- 2018 – Ma Mo (Wrotycz Records)

### Kooperacja
- 2015 – Contemplatron & Shentz – His Master's Voice: Transmission Code by Contemplatron & Shentz "Apocryphical Soundtrack for the Book of St. Lem" (Wrotycz Records)

### Kompilacje
- 2007 – Various Artists – UNTITLED. A Tribute to Zdzislaw Beksinski (Wrotycz Records)
- 2009 – Various Artists – Abnormal Beauty (Beast Of Prey) – Contemplatron "Sky Burial"
- 2009 – Various Artists – Why I Remember – Contemplatron "Kaddish"
- 2009 – Various Artists – Still the same after years (Mizantrophy Label Prod.)
- 2016 – Antlers Mulm (remixes) – the moon bog – other tours (NEN Records)  – Contemplatron "U + ME"
- 2017 – Various Artists – Dark Ambient Vol. 13 (Sombre Soniks) – Contemplatron & Yul "Trzynasty Pątnik Na Magiczną Górę Kailaś"
- 2018 – Various Artists – Thee New Ritual Movement Vol. II (Sombre Soniks) – Contemplatron "Byrghur"
- 2018 – Various Artists – Thee Babblogues Vol. 02 (Sombre Soniks) – Contemplatron "Shava-Sadhana"
- 2019 – Various Artists – Modern Bön V/A I : Puraka (Modern Bön) – Contemplatron "Böö"

### Wizualizacje
- 2008 – Antarabhava (współpraca: Maciej Wojtkowiak)
- 2008 – Delog (współpraca: Kati Astraeir, Maciej Wojtkowiak)